# فلیت اوگونکویا
فلیت اوگونکویا (انگلیسی: Falilat Ogunkoya؛ زادهٔ ۵ دسامبر ۱۹۶۸) ورزشکار دو و میدانی اهل نیجریه است.
وی در مسابقات کشوری و بین‌المللی در مجموع برندهٔ ۶ مدال طلا، ۶ مدال نقره، ۲ مدال برنز شده‌است.